# KFC Putte
Maillots
Dernière mise à jour : 3 août 2017.
Le Koninklijke Football Club Putte est un club de football belge, basé dans la commune de Putte, en province d'Anvers. Porteur du matricule 1874, le club a disputé 13 saisons dans les divisions nationales, toutes en Promotion. Il évolue en troisième provinciale lors de la saison 2017-2018.

## Histoire
Le club est fondé au début des années 1930, et s'affilie à l'Union Belge le 28 juillet 1932. Il reçoit le matricule 1874, et est versé au plus bas niveau du football belge. Il débute en championnat en 1933, et évolue au même niveau jusqu'au terme de la Seconde Guerre mondiale. En 1946, il remporte sa série et monte en deuxième régionale. Relégué en 1951, il remonte d'un niveau dans la hiérarchie douze mois plus tard. Le 23 septembre 1977, le club est reconnu « Société Royale », et prend son nom actuel. En 1962, il atteint pour la première fois la première provinciale, plus haut niveau avant les séries nationales. Le club évolue dix ans à ce niveau, luttant le plus souvent pour le maintien. Mais en 1972, il remporte le titre provincial à la surprise générale, et est promu pour la première fois de son Histoire en Promotion.
Le séjour du KFC Putte en Promotion est marqué par des résultats irréguliers. S'il termine en milieu de classement pour sa première saison, il évite de justesse la relégation l'année suivante. En 1976, il lutte pour le titre mais échoue finalement à la deuxième place, ce qui constitue son meilleur classement historique. Le club ne confirme pas et se bat pour son maintien les deux saisons qui suivent. Il retrouve les sommets en 1979 en décrochant la troisième place. Les saisons suivantes sont de nouveau difficiles pour le club, qui n'évite la relégation en 1981 qu'à la suite d'une sanction administrative infligée au champion, le KHO Merchtem, condamné pour corruption. Ce n'est qu'un répit d'un an pour le club, qui termine dernier de sa série l'année suivante et retourne en première provinciale, dix ans après l'avoir quittée.
Les saisons qui suivent la relégation sont difficiles pour le KFC Putte, qui se bat pour son maintien parmi l'élite provinciale durant trois saisons. Par la suite, il retrouve le haut du tableau, et finit par remporter le tour final en 1990, synonyme de retour en Promotion. Après deux saisons conclues en milieu de classement, le club termine avant-dernier en 1993 et redescend en première provinciale. Un an plus tard, il subit une nouvelle relégation. Depuis lors, il n'a plus jamais dépassé la deuxième provinciale.
En 1998, le club descend en troisième provinciale, et deux ans plus tard, il est relégué en quatrième provinciale, le plus bas niveau du football belge. En deux saisons, le club parvient à remonter jusqu'en « P2 », mais il n'y reste que deux ans et redescend en 2004. En 2006, il rechute en « P4 », remonte en 2009, redescend un an plus tard, et finalement remonte à nouveau en troisième provinciale en 2011. Le KFC Putte évolue depuis à ce niveau.

## Résultats dans les divisions nationales
Statistiques mises à jour le 21 juin 2013

### Bilan
| Niv | Divisions     | Jouées | Titres | TM Up | TM Down |
| --- | ------------- | ------ | ------ | ----- | ------- |
| I   | 1re nationale | 0      | 0      |       |         |
| II  | 2e nationale  | 0      | 0      |       |         |
| III | 3e nationale  | 0      | 0      |       |         |
| IV  | 4e nationale  | 13     | 0      |       |         |
| V   | 5e nationale  | 0      | 0      |       |         |
|     |               |        |        |       |         |
|     | TOTAUX        | 13     | 0      | 0     | 0       |

- TM Up : test-match pour départager des égalités, ou toutes formes de Barrages ou de Tour final pour une montée éventuelle.
- TM Down : test-match pour départager des égalités, ou toutes formes de Barrages ou de Tour final pour le maintien.

### Classements saison par saison
| Ordre               | Saison  | Nom du club | Niveau            | Classement final | Remarques     |
| ------------------- | ------- | ----------- | ----------------- | ---------------- | ------------- |
| 1                   | 1972-73 | K. FC Putte | Promotion série C | 7e/16            |               |
| 2                   | 1973-74 | K. FC Putte | Promotion série D | 13e/16           |               |
| 3                   | 1974-75 | K. FC Putte | Promotion série C | 7e/16            |               |
| 4                   | 1975-76 | K. FC Putte | Promotion série B | 2e/16            | [ saisons 1 ] |
| 5                   | 1976-77 | K. FC Putte | Promotion série C | 13e/16           |               |
| 6                   | 1977-78 | K. FC Putte | Promotion série D | 12e/16           |               |
| 7                   | 1978-79 | K. FC Putte | Promotion série C | 3e/16            |               |
| 8                   | 1979-80 | K. FC Putte | Promotion série B | 7e/16            |               |
| 9                   | 1980-81 | K. FC Putte | Promotion série B | 14e/16           | [ saisons 2 ] |
| 10                  | 1981-82 | K. FC Putte | Promotion série D | 16e/16           | Relégué!      |
| séries provinciales |         |             |                   |                  |               |
| 11                  | 1990-91 | K. FC Putte | Promotion série B | 11e/16           |               |
| 12                  | 1991-92 | K. FC Putte | Promotion série B | 10e/16           |               |
| 13                  | 1992-93 | K. FC Putte | Promotion série C | 15e/16           | Relégué!      |
| séries provinciales |         |             |                   |                  |               |